# Адриана Захаријевић
Адриана Захаријевић (Београд, 1978) српска је филозофкиња, феминистичка теоретичарка, преводитељка и друштвена активисткиња. Виша је научна сарадница на Институту за филозофију и друштвену теорију.

## Биографија
Адриана Захаријевић је рођена у Београду, 20. септембра 1978. године. Завршила je Пету београдску гимназију, и Филозофски факултет, одсек за филозофију, где је обранила дипломски рад „Природно стање, уговор и суверен у филозофији Томаса Хобса. Магистарски рад под називом „Историја феминизма као историја спорова. Услови могућности настанка феминистичког покрета у Енглеској и САД“, одбранила је у јуну 2009. године на Факултету политичких наука. На истом факултету је и докторирала с тезом „Освајање права гласа у Енглеској“ 2013. године. што је уједно био и први докторат у области студија рода одбрањен у Београду.
Од 2013. године је запослена на Институту за филозофију и друштвену теорију где је са колегиницама и колегама учествовала у покретању Групе за студије ангажованости, чија је и координаторка. Гостујућа је предавачица на мастер студијама рода на Факултету политичких наука у Београду. Била је ангажована и као доценткиња на Универзитету у Новом Саду (АЦИМСИ). Као истраживачица, гостовала је на Правном факултету Универзитета у Единбургу (CITSEE), при лабораторији LEGS-CNRS (Laboratoire d’études de genre er de sexualité, Париз 8); ZIFG (Zentrum für Interdisziplinäre Frauen- und Geschlechterforschung, ТУ Берлин), и Институту за социологију Варшавског универзитета.
Чланица је Удружења књижевних преводилаца Србије, Српског филозофског друштва и Српског удружења за правну и социјалну филозофију.

## Друштвени ангажман
Током студија Захаријевић почиње да преводи текстове са енглеског језика. Управо преко једног превода долази у контакт с Центром за женске студије, у којем стиче прва знања о феминизму. Паралелно, као студенткиња једногодишњег специјалистичког, а потом и двогодишњег магистарског програма студија рода на Факултету политичких наука, учествује у установљавању ове дисциплине на Универзитету у Београду.
Рана преводилачка активност доводи је још у раздобљу основних студија у контакт с Трећим програмом Радио Београда, где је била запослена од 2004. до 2011. године. У тој ретко интелектуално стимулативној средини, добија подршку да уводи нове теме какве су почетком двехиљадитих биле феминистичка и квир теорија.
Даље преводилачке активности је доводе у везу и са Женама у црном, феминистичком и антимилитаристичком организацијом, с којом је пропутовала Србију уздуж и попреко. Током једне од радионица, покренута је идеја о потреби да се на српском језику састави књига која ће свакоме на доступан и занимљив начин одговорити на питање шта је феминизам. Тако настаје велики, групни подухват Неко је рекао феминизам? који ће доживети неколико српских и једно босанскохерцеговачко издање.
Од 2009. до 2019. године ће заједно са Катарином Лончаревић бити координаторка курсева у београдском Центру за женске студије, а као предавачица ће сарађивати с центрима за женске студије у Загребу, Ријеци, Сарајеву и Котору.
У духу постјугословенског феминизма и његовог специфичног историјског контекста, верује да је феминизам збиља субверзиван само ако се у исто време бори за једнакост, против сиромаштва и против рата.

## Радови и публикације
Питања која су обликовала политичку свест у Србији деведесетих – о демократији, рату, правима – за њу постају централна. Тема права – шта значи имати право, ко га има, каква права могу бити и како су историјски била распоређена – остаје конститутивна за њена даља интересовања кроз повезивање политичке филозофије с феминистичком теоријом и друштвеном историјом. У књизи Постајање женом пропитивала су се права жене, а у књизи Ко је појединац? грађанска права заснована на специфичном обликовању пола и класе у фигури појединца.
Приредила је више зборника, од којих се посебно издваја збирка текстова Жаране Папић, чији је научни и активистички ангажман остао велика инспирација за Адриану Захаријевић. Истрајан антимилитаристички и антинационалистички став подстакао ју је да испитује проблеме насиља, континуиране критике, моћи деловања, отпора и радикалне промене. Све ове идеје нашле су свој пут ка књизи Живот тела. Поред историје глобалног феминистичког покрета, пише и о југословенском и источно-европском феминизму.
Поред научних радова, Захаријевић редовно пише и текстове за ширу јавност.
Неке од најзначајнијих публикација су:
- Постајање женом. Београд: Реконструкција Женски фонд, 2010
- Адриана Захаријевић, Зорица Ивановић и Даша Духачек (ур.) Жарана Папић. Текстови 1977–2002, Београд: Центар за студије рода, Реконструкција Женски фонд  и Жене у црном, 2012
- Адриана Захаријевић (ур.), Неко је рекао феминизам? Како је феминизам утицао на жене XXI века, Сарајево: Сарајевски отворени центар, 2012
- Ко је појединац? Генеалошко пропитивање идеје грађанина. Лозница: Карпос, 2014/2019
- Живот тела. Политичка филозофија Џудит Батлер. Нови Сад: Академска књига, 2020
- Златиборка Попов - Момчиновић и Адриана Захаријевић, Непрекидно трагање за смислом. Жене и изградње мира у Босни и Херцеговини и Србији [Neverending Quest for Sense. Women and Peace-Building in Bosnia-Herzegovina and Serbia]. Београд: Фондација Јелена Шантић, 2022
- Judith Butler and Politics. Edinburgh University Press, 2023

## Награде
Добитница је награде стидендиста цивилног друштва (2020), награде Анђелка Милић (2021) за књигу Живот тела – најбољи рад из друштвено хуманистичких наука објављених 2020. године, што је значајан научни допринос родне студије у Србији. На предлог Ане Мишковске Кајевске ФЛАКС фондација јој је доделила награду Emma Goldman Snowball Awar 2022. године.